# Mosaiceratops
Mosaiceratops — рід цератопсів, що існував приблизно у нижньо-середньому туроні—середньому кампані (бл. 93—72 млн років тому). Знайдений у формації Сяґуань (повіт Нейсян, провінція Хенань, КНР). Рід став важливим відкриттям для розуміння ранньої еволюції рогатих динозаврів.

## Рештки
Голотип ZMNH M8856 зберігається у колекції Чжецзянського музею природничої історії (Ханчжоу, Китай) і містить: неповний череп, три шийні хребці, три грудні хребці, грудні ребра, 18 хвостових хребців, шеврони, права плечова кістка, променева кістка, обидві клубові кістки, ліва сіднична кістка, обидві стегнові кістки, обидві великі гомілкові кістки, ліва мала гомілкова кістка, ліва надп'яткова кістка, ліва п'яткова кістка, плеснові кістки, фаланги і деякі нерозпізнані залишки.

## Класифікація

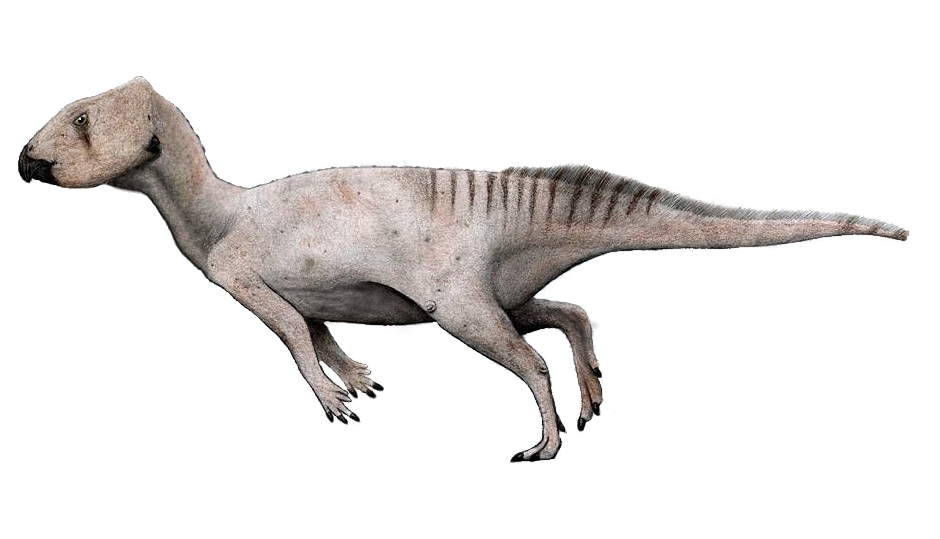
Художнє відтворення

Хоча філогенетичний аналіз вказав, що Mosaiceratops є найбазальнішою відомою неоцератопсією (Neoceratopsia), автори опису зауважили, що деякі ознаки черепа спільні з родиною пситакозаврових (Psittacosauridae). З цього вони зробили висновок, що у неоцератопсій повторно з'явилися передщелепні зуби та що пситакозавторі не така примітивна родина, як вважалося раніше.
Mosaiceratops має декілька плезіоморфій, які до того були невідомі у базальних неоцератопсій. Деякі ознаки серед базальних цератопсій і базальних неоцератопсій були відомі тільки у пситакозаврових. Аналіз від авторів опису підтверджує гіпотезу, що пситакозаврові прогресивніші за Chaoyangsauridae.

## Назва
Назва складається із двох слів, латинського «mosaicus» і «ceratops». «Mosaicus» вказує на те, що, мов у мозаїці, у скелеті переплелися ознаки базальних цератопсій, пситакозаврових і базальних неоцератопсій. «Ceratops» складене з давньогрецьких слів і означає «рогаті обличчя», це типове закінчення назв цератопсів. Видову назву дали на честь Йоїті Азуми (Yoichi Azuma), японського палеонтолога, який брав участь у деяких експедиціях з пошуку динозаврів в КНР.